# Witta Pohl

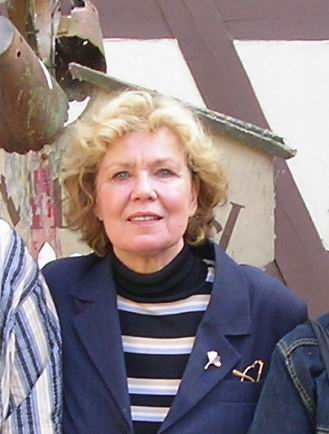
Witta Pohl, 2006

Witta Pohl (geboren als Witta Breipohl; * 1. November 1937 in Königsberg (Ostpreußen); † 4. April 2011 in Hamburg) war eine deutsche Schauspielerin und Hörspielsprecherin. Neben ihrer Bühnenkarriere trat sie ab Anfang der 1960er Jahre in über 80 Film- und Fernsehproduktionen in Erscheinung. Nachhaltige Bekanntheit brachte ihr die Rolle der Mutter Vera in der ZDF-Familienserie Diese Drombuschs ein.

## Leben

### Herkunft und Ausbildung
Witta Breipohl, Tochter des Gynäkologen Wilhelm Breipohl (* 10. Februar 1907; † 1. Mai 1945) und dessen Ehefrau Marie-Luise Breipohl, geborene Klönne, wuchs ab 1941 mit fünf Geschwistern in Bielefeld auf. Der Vater war zuletzt an der Universitätsfrauenklinik Berlin beschäftigt und wurde in den letzten Tagen des Zweiten Weltkriegs von sowjetischen Soldaten erschossen. Die Familie lebte daraufhin in ärmlichen Verhältnissen in Westfalen. Nach Abschluss der Schule ließ sie sich als Kosmetikerin ausbilden. Schauspielunterricht nahm sie bei Herma Clement in Berlin.

### Theater
Ein erstes Theaterengagement führte die sich nun Witta Pohl nennende Schauspielerin 1957 an das Staatstheater Kassel, wo sie die Titelrolle in Frances Goodrichs und Albert Hacketts Das Tagebuch der Anne Frank übernahm. Weitere Engagements führten sie unter anderem an die Münchner Kammerspiele, die Braunschweiger und Darmstädter Bühnen sowie an das Schauspielhaus Zürich. 1960 erhielt sie anlässlich ihrer Darstellung der Hermia in der Shakespeare-Komödie Ein Sommernachtstraum bei den Bad Hersfelder Festspielen den Jungschauspielerinnen-Preis der Stadt. Von 1965 bis 1973 gehörte Pohl dem Ensemble des Deutschen Schauspielhauses in Hamburg an. Danach war sie unter anderem am Ernst-Deutsch-Theater, den Hamburger Kammerspielen und erneut bei den Bad Hersfelder Festspielen zu sehen.

### Film und Fernsehen
Ihr Fernsehdebüt gab Pohl 1960 in der Georg-Kaiser-Adaption Das Floß der Medusa. In den 1970ern und 1980ern übernahm sie wiederkehrend Gastrollen in Fernsehserien wie St. Pauli-Landungsbrücken, Der Alte, Derrick, Tatort oder Die Schwarzwaldklinik. Es folgten feste Serienrollen, so 1981 in der Serie Einfach Lamprecht als Ärztin Barbara Lamprecht, 1983 als Gerda Heimann, Leiterin der Sozialstation in der Serie Uta und als Kommissarin Annegret Herbig in Köberle kommt mit Walter Schultheiß. In der Krimiserie Schwarz Rot Gold spielte sie zwischen 1982 und 1988 in vier Folgen die Ehefrau Elke des Zollfahnders Zaluskowski. 1997 verkörpert sie die patente Hebamme Marie Linnebrink in der ARD-Fernsehserie Happy Birthday.
Ihren Durchbruch hatte sie 1983 an der Seite von Hans Peter Korff in der Rolle der resoluten Vera Drombusch in Robert Strombergers ZDF-Familienserie Diese Drombuschs, die überaus erfolgreich bis 1994 fortgesetzt wurde. Für diese Rolle erhielt sie 1985 zusammen mit Korff die Goldene Kamera. In Die Prinzessin auf der Erbse – Qual der Wahl Royal (2007), einer Episode aus der ProSieben-Märchenstunde, war Pohl erneut an der Seite von Hans Peter Korff zu sehen; sie spielten das Königspaar von Ehrenberg.
Pohl wurde auch in zahlreichen Kino- und Fernsehfilmen besetzt. 1974 gab sie ihr Debüt auf der Kinoleinwand in dem Action- und Kriminalfilm Supermarkt von Roland Klick. In Aleksandar Petrovićs deutsch-französischen Filmdrama Gruppenbild mit Dame mit Romy Schneider übernahm sie eine Nebenrolle als Oberin. Konrad Sabrautzky besetzte sie 1985 an der Seite von Dieter Kirchlechner in seinem Ehedrama Der Hochzeitstag in der Hauptrolle.
Ihre letzten Arbeiten vor der Kamera hatte Pohl in den Fernsehserien In aller Freundschaft (2006), Das Traumhotel (2008) und Großstadtrevier (2009), in welchen sie die Hauptgastrolle übernahm.
Neben ihrem Wirken am Theater und in Film und Fernsehen sprach Pohl zahlreiche Hörspiel- und Hörbuchproduktionen ein.

### Soziales Engagement

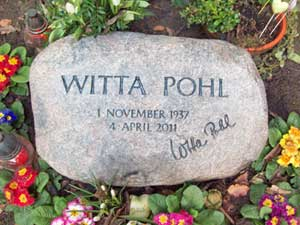
Witta Pohls Grab auf dem Friedhof Ohlsdorf

In den 1980er Jahren übernahm Pohl Patenschaften für Kinder in Sri Lanka, auf den Malediven, in Uganda und in Polen. Für kranke Kinder organisierte sie Aufenthalte in Kliniken und Operationen. 1991 gründete sie den Hamburger Verein Kinder-Luftbrücke e. V., der sich um Sozialwaisen kümmerte. Im gleichen Jahr wurde sie UNESCO-Ehrenbotschafterin des Tschernobyl-Hilfsprogramms. Von dem Verein Kinderlachen wurde sie später mit dem „Kind-Award“ ausgezeichnet.

### Privates und Tod
Witta Pohl war mit dem Schauspieler Karl Maldek und von 1966 bis 1976 mit dem Schauspieler Charles Brauer verheiratet. Aus der Ehe mit Brauer entstammen die Zwillinge Florian und Stephanie. Die Ehe wurde geschieden. In dritter Ehe war sie mit dem Hamburger Zahnarzt Ekkehart Franz verheiratet.
Pohl lebte in der Brabandstraße in Hamburg-Alsterdorf. Das Wohnhaus wurde mittlerweile abgerissen. Der von ihr gegründete Verein Kinderluftbrücke hatte ebenfalls in der Straße seinen Hauptsitz.
Nach einem Zusammenbruch im Februar 2011 wurde bei Witta Pohl Leukämie diagnostiziert. Die Schauspielerin befand sich seitdem im Universitätsklinikum Hamburg-Eppendorf in Behandlung. Am 4. April 2011 starb sie 73-jährig an den Folgen der Krankheit. Ihre letzte Ruhestätte fand sie auf dem Friedhof Ohlsdorf in Hamburg.

## Filmografie

### Kino
- 1973: Supermarkt
- 1977: Gruppenbild mit Dame
- 1981: Desperado City

### Fernsehen

#### Fernsehfilme
- 1960: Das Floß der Medusa
- 1966: Der Scheiterhaufen
- 1966: Geibelstraße 27
- 1968: Ein Sommernachtstraum
- 1968: Über den Gehorsam. Szenen aus Deutschland
- 1973: Nerze nachts am Straßenrand
- 1973: Gabriel
- 1974: Am Wege
- 1975: Evas Rippe
- 1975: Stumme Zeugen
- 1976: Ein herrlicher Tag
- 1976: Der Abschusstag
- 1977: Die Dämonen (Vierteiler)
- 1978: Der Führerschein
- 1978: Dr. Katzenbergers Badereise
- 1978: Wo geht’s lang, Kutti?
- 1978: Kinderparty
- 1978: Sechs Millionen (Dreiteiler, Teil 3: Die neue Armut der Familie B.)
- 1978: Der Geist der Mirabelle. Geschichten von Bollerup
- 1979: Phantasten
- 1979: Ein Kapitel für sich (Dreiteiler)
- 1979: Ab mit dir ins Vaterland
- 1980: Der Urlaub
- 1980: Ein Mann von Gestern
- 1981: Ja und Nein
- 1981: Quartett bei Claudia
- 1981: Kudenow oder An fremden Wassern weinen
- 1981: Ich möchte fliehen
- 1982: Der Zubringer
- 1983: Kinder unseres Volkes
- 1985: Der Hochzeitstag
- 1985: Großer Bahnhof
- 1985: Die Mitläufer
- 1985: Der Hund im Computer
- 1986: Das Mord-Menü
- 1988: Michas Flucht
- 1990: Mademoiselle Ardel
- 1990: Der zerbrochene Krug
- 1990: Der Erfolg ihres Lebens
- 2000: Alle Kinder brauchen Liebe

#### Fernsehserien und -reihen
- 1966: Die Firma Hesselbach (Folge Herr Hesselbach und das Mündel)
- 1969: Ein Jahr ohne Sonntag (mehrere Folgen)
- 1969: Polizeifunk ruft (Folge 13 Minuten am Abgrund)
- 1970–1972: Der Fall von nebenan (4 Folgen)
- 1976: Schaurige Geschichten (Folge Ein rätselhafter Abgang)
- 1979: PS – Geschichten ums Auto: Feuerreiter (4 Teile)
- 1979: St. Pauli-Landungsbrücken (2 Folgen)
- 1979: Der Alte (Folge Die Lüge)
- 1980: Der Alte (Folge Vertrauensstellung)
- 1981: Einfach Lamprecht (5 Folgen)
- 1981: Frau über vierzig (12 Folgen)
- 1981: Der Alte (Folge Die Ratte)
- 1982: Unheimliche Geschichten (Folge Zwei Augen im Dunkel)
- 1982: Schwarz Rot Gold (Folge Alles in Butter)
- 1983: Köberle kommt (12 Folgen)
- 1983–1994: Diese Drombuschs (39 Folgen)
- 1984: Die Lehmanns (Fernsehserie, 13 Folgen)
- 1984: Der Glücksritter (Folge Die Abenteuer des Robert Curwich)
- 1984: Die Krimistunde (Folge Es wird Euch leid tun, wenn ich tot bin)
- 1984: Der Alte (Folge Die Hellseherin)
- 1984: Tatort: Rubecks Traum
- 1984: Tatort: Freiwild
- 1985: Schöne Ferien – Urlaubsgeschichten aus Sri Lanka und von den Malediven
- 1985: Ein Heim für Tiere (Folge Komet)
- 1985: Schwarz Rot Gold (Folge Nicht schießen!)
- 1986: Die Schwarzwaldklinik (Folge Wert des Lebens)
- 1986: Ein Heim für Tiere (Folge Angst um Lilli Blue)
- 1986: Hessische Geschichten (Folge Auf immer und ewig)
- 1987: Derrick (Folge Nachtstreife)
- 1987: Ein Fall für TKKG (Folge Spion auf der Flucht)
- 1987: Das Traumschiff: Brasilien
- 1988: Schwarz Rot Gold – Schwarzer Kaffee
- 1988: Schwarz Rot Gold – Zucker, Zucker
- 1995: Kommissar Rex (Folge Unter den Straßen von Wien)
- 1997: Happy Birthday (39 Folgen)
- 2000: Das Traumschiff: Mexiko
- 2001: Jenny & Co. (11 Folgen)
- 2006: In aller Freundschaft (Folge Dunkle Sterne)
- 2006: Typisch Sophie (Folge Auf den zweiten Blick)
- 2007: Die ProSieben Märchenstunde (Folge Die Prinzessin auf der Erbse – Qual der Wahl Royal)
- 2008: Das Traumhotel – Karibik
- 2009: Großstadtrevier (Folge Hafenpastor – Der Schein trügt)

## Theater (Auswahl)
- 1957: Tagebuch der Anne Frank, Staatstheater Kassel
- 1966: Iphigenie, Staatstheater München
- 1987: Gute Nacht Mutter, mit Inge Meysel, Ernst-Deutsch-Theater, Hamburg
- 1991: Play Strindberg, Komödie Winterhuder Fährhaus
- 2001: Aspirin und Elefanten, Theater am Kurfürstendamm, Berlin, Komödie Winterhuder Fährhaus, Hamburg
- 2003: Cabaret, Freilichtbühne Meppen
- 2004: Oskar und die Dame in Rosa, Ernst-Deutsch-Theater, Hamburg

## Hörspiele und Hörbücher (Auswahl)
- 1980: Charles Dickens: Große Erwartungen (als Mrs. Joe)
- 1980: Ernst Gethmann: Südlich der Ruhr (als Roswitha)
- 1981: David Wheeler: Adel verpflichtet
- 1981: Sylvia Hoffman: Kontakte: Einfühlsam
- 1981: Sylvia Hoffman: Kontakte: Erfolgreich
- 1981: Sylvia Hoffman: Kontakte 1: Lebensfroh
- 1981: Ingrid Mylo: Ralfi, Ralfi
- 1981: Friederike Roth: Ritt auf die Wartburg (als Lina)
- 1981: John Owen: Weg ins Ungewisse (als Jean)
- 1982: Truman Capote: Handgeschnitzte Särge (als Adelaide Mason)
- 1982: Werner Kofler: Oliver (als Reporterin)
- 1982: Arnold E. Ott: Spätschicht (als Brigitte Steiner)
- 1982: Isolde Sammer: Xalú, die Ungeheuerwolke vom anderen Stern (als Xalú)
- 1983: Arnold E. Ott: Das Picasso-Geschäft
- 1984: John Graham: Das verrutschte Ding
- 1984: Arnold E. Ott: Ein zauberhafter Urlaub
- 1985: Hermann Ott: Een Dag as elkeen Dag
- 1985: Tadeusz Różewicz: Falle
- 1985: Heinz Kulas: Tod geht durch den Magen (als 1. Assistentin)
- 1986: Hans Kasper: Anruf
- 1986: Ilse Aichinger: Auckland (als Vau)
- 1986: Anne Dorn: Liebe Eltern, liebe Kinder, wo seid ihr?
- 1986: Ingomar von Kieseritzky: Levarottis Topf oder Das süße Fleisch (als Ilone Gruber)
- 1987: Christopher Hein: Horns Ende
- 1987: Marion Mosell: Spielraum
- 1987: Gert Loschütz: Tom Courteys Zirkuswelt (= Erster Teil) (als Mutter)
- 1987: Gert Loschütz: Tom Courteys Benjamin Walz Schande (= Zweiter Teil) (als Mutter)
- 1998: Witta Pohl und der Neue Knabenchor Hamburg: In dulci jubilo
- 1999: Giovanni Boccaccio: Das Dekameron (als Katharina Nello)
- 2002: Hermann Hesse: Der Steppenwolf (als Tante)
- 2005: Charlotte Brontë: Jane Eyre (als Mrs. Fairfax)
- 2007: Paul Ingendaay: Warum du mich verlassen hast
- 2007: Abraham B. Jehoshua: Die Passion des Personalbeauftragten

## Auszeichnungen
- 1960: Nachwuchspreis als beste Jungschauspielerin der Bad Hersfelder Festspiele
- 1970: Inselpreis der Freien und Hansestadt Hamburg
- 1985: Dritter Platz der Leserwahl für die Goldene Kamera als Beliebtestes Serienpaar zusammen mit Hans-Peter Korff in Diese Drombuschs
- 1987: Goldene Kamera für Diese Drombuschs
- 1991: Ernennung als Ehrenbotschafterin der UNESCO für das Tschernobyl-Hilfsprogramm
- 1993: Goldene Kamera für ihren beispielhaften Einsatz für Kinder in Not
- 1995: Portugaleser – Bürger danken vom Zentralausschuss Hamburgischer Bürgervereine für uneigennützigen, persönlichen Einsatz für notleidende Menschen, insbesondere für Kinder in vielen Ländern
- 2005: Verdienstkreuz am Bande der Bundesrepublik Deutschland, „für ihre Hilfsaktionen für Menschen in Osteuropa, Afrika und Sri Lanka“